# Centrale nucléaire de Flamanville
La centrale nucléaire de Flamanville est une centrale électrique à combustible nucléaire située sur la commune de Flamanville dans la Manche. Elle comprend trois réacteurs.
Flamanville-1 et 2 sont deux réacteurs à eau pressurisée (REP) de génération II du palier P4, opérationnels depuis respectivement décembre 1985 et juillet 1986.
Flamanville-3 est un REP de génération III+ de type EPR. Son raccordement au réseau électrique, initialement prévu pour 2012, est réalisé le 21 décembre 2024.

## Situation géographique

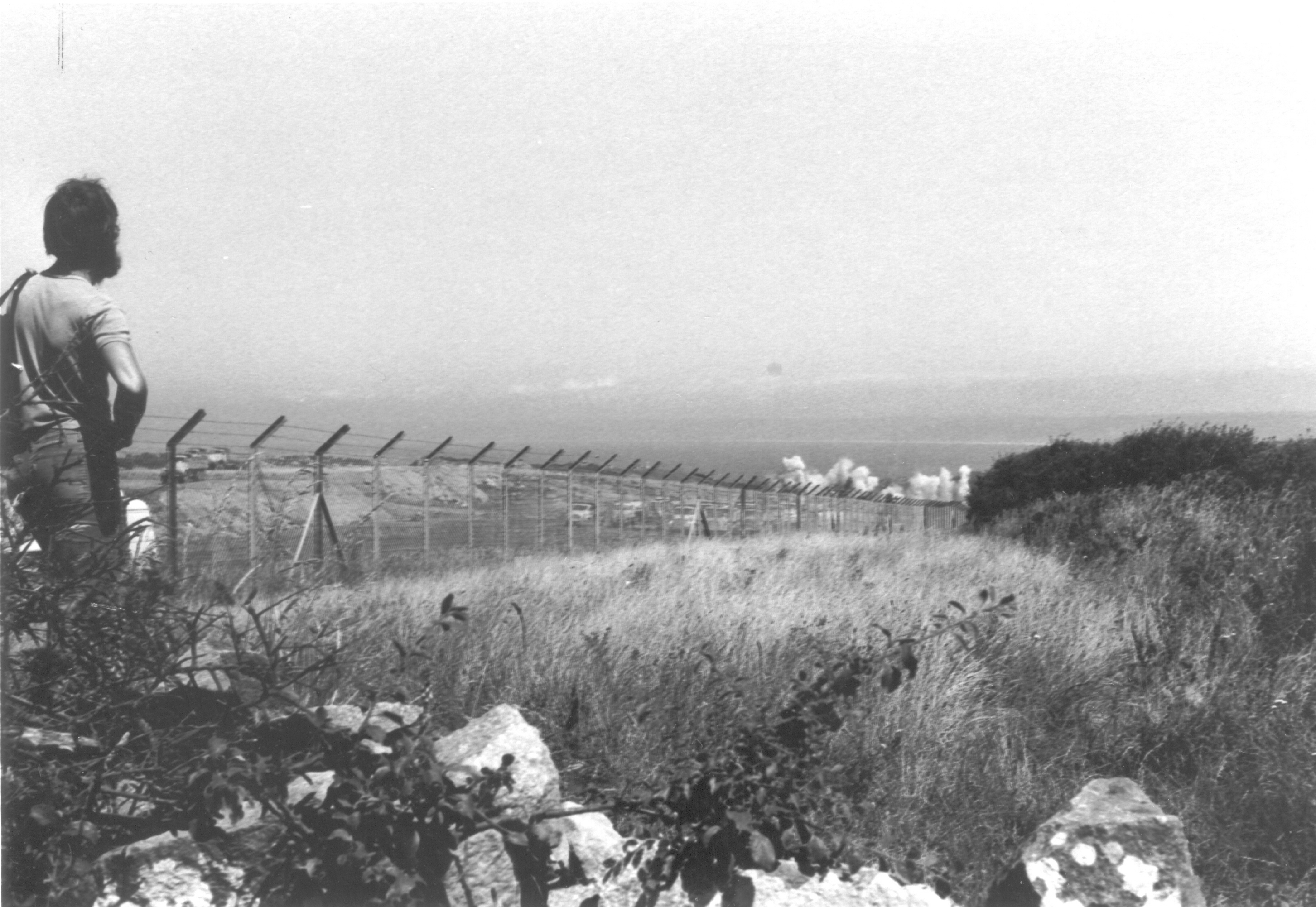
Destruction à l'explosif en 1978 de l'ancienne mine de fer de Flamanville et de la falaise.

La centrale nucléaire de Flamanville, également appelée « Centre nucléaire de production d’électricité », est située sur la commune de Flamanville dans la Manche, sur la côte ouest du Cotentin. Elle est construite au pied d'une falaise haute de 70 mètres, à 25 kilomètres au sud-ouest de Cherbourg-en-Cotentin et à 20 kilomètres au sud de l'usine de retraitement de la Hague. La centrale se trouve à l’emplacement de l'ancienne mine de fer de Flamanville, qui a fonctionné de façon discontinue de 1860 à 1962, et du Trou Baligan.
Le site s'étend sur 120 hectares dont la moitié sont gagnés sur le domaine public maritime. Une digue de 950 mètres de long et une jetée de 300 mètres protègent les installations. La plateforme du site se trouve à 12,4 mètres de hauteur.
La centrale est raccordée au réseau électrique de 400 kV au poste électrique de Menuel, près de Bricquebec-en-Cotentin, où l’électricité est redistribuée vers les postes de Tollevast (Cherbourg-en-Cotentin), de Tourbe (Caen), de Domloup (Rennes) et d'Oudon (Laval).

## Caractéristiques des réacteurs
| Nom du réacteur | Puissance   | Puissance   | Puissance        | Début de construction | Première divergence | Raccordement au réseau | Mise en service commercial |
| Nom du réacteur | Nette [MWe] | Brute [MWe] | Thermique [MWth] | Début de construction | Première divergence | Raccordement au réseau | Mise en service commercial |
| --------------- | ----------- | ----------- | ---------------- | --------------------- | ------------------- | ---------------------- | -------------------------- |
| Flamanville-1   | 1 330       | 1 382       | 3 817            | 1er décembre 1979     | 29 septembre 1985   | 4 décembre 1985        | 1er décembre 1986          |
| Flamanville-2   | 1 330       | 1 382       | 3 817            | 1er mai 1980          | 12 juin 1986        | 18 juillet 1986        | 9 mars 1987                |
| Flamanville-3   | 1 630       | 1 650       | 4 300            | 3 décembre 2007       | 3 septembre 2024    | 21 décembre 2024       |                            |

## Flamanville 1 et 2 (palier P4)

### Historique du projet
Dans les années 1970, Flamanville figure parmi les lieux d'implantation de centrales nucléaires du programme de développement nucléaire français. En 1975, une consultation est organisée à Flamanville, où 63,7 % des habitants se prononcent en faveur de la proposition.
À la suite de l'enquête publique menée en décembre 1977, la déclaration d'utilité publique paraît au Journal officiel le 24 décembre 1977. Les premiers terrassements sont effectués en janvier 1978.
Les constructions des deux réacteurs débutent officiellement en décembre 1979 et mai 1980, les réacteurs divergent pour la première fois en septembre 1985 et en juin 1986. Les premières connexions au réseau électrique sont effectuées en décembre 1985 et juillet 1986, et les mises en service commerciales sont prononcées en décembre 1986 et mars 1987,.

### Caractéristiques des réacteurs
Les réacteurs no 1 et 2 sont des réacteurs à eau pressurisée (REP) de deuxième génération, appartenant au palier P4 de 1 300 mégawatts (MW), comme ceux des centrales nucléaires de Paluel et de Saint-Alban. Comme pour la centrale de Saint-Alban, la conception des deux réacteurs de Flamanville est hybride : l'îlot nucléaire est de conception P4, mais la salle des machines (îlot conventionnel) est de conception P'4.
Les deux chaudières nucléaires (cuve, générateurs de vapeurs, groupes moto-pompe primaires) sont fournies par Framatome. Les deux îlots conventionnels (groupes turbo-alternateurs équipés de turbines à vapeur, l'essentiel de leurs auxiliaires mécaniques et électriques, et le poste d'eau) sont fournis par Alstom,.
Chacun des deux réacteurs nucléaires fournit une puissance thermique maximale de 3 817 MW. La puissance électrique brute produite par chaque alternateur est de 1 382 MW et la puissance électrique nette (après déduction des consommations internes) de 1 330 MW, ce qui confère un rendement global de 34,8 %,.

### Production et maintenance
En 2023, l'exploitation des deux réacteurs emploie plus de 1 100 personnes (salariés d'EDF et prestataires externes). Leur production électrique couvre la moitié des besoins en électricité de la région Normandie.
Comme pour les 58 autres réacteurs nucléaires français de deuxième génération, les réacteurs 1 et 2 de Flamanville sont conçus pour une durée d’exploitation d'au moins 40 ans. Pour atteindre voire dépasser cette durée de fonctionnement, une réévaluation et un réexamen de sûreté ont lieu tous les dix ans lors des visites décennales. En fonction de l'évolution de la réglementation, des progrès technologiques et du retour d'expérience de l'ensemble des installations nucléaires dans le monde, des modifications sont nécessaires, et sont effectuées pour respecter le niveau de sûreté requis. Une fois terminées, l'Autorité de sûreté nucléaire (ASN) peut autoriser une poursuite de l'exploitation pour dix années supplémentaires.
|               | 1re visite décennale | 2e visite décennale                 | 3e visite décennale                  |
| ------------- | -------------------- | ----------------------------------- | ------------------------------------ |
| Flamanville-1 | 1997                 | 23 février 2008 au 11 juillet 2008  | 7 avril 2018 au 18 février 2019      |
| Flamanville-2 | 1998                 | 26 juillet 2008 au 15 décembre 2008 | 10 janvier 2019 au 12 décembre 2020, |

Note : l'année indiquée pour la première visite décennale correspond au début de cette dernière.
|       | Flamanville 1    | Flamanville 1     | Flamanville 2    | Flamanville 2     |
| Année | Production (GWh) | Facteur de charge | Production (GWh) | Facteur de charge |
| 1987  | 7 151            | 63,3 %            | 7 140            | 58,9 %            |
| 1990  | 7 090            | 60,8 %            | 7 820            | 67,1 %            |
| 1995  | 7 665            | 65,8 %            | 8 962            | 76,9 %            |
| 2000  | 8 035            | 68,8 %            | 9 908            | 84,8 %            |
| 2005  | 9 099            | 78,1 %            | 9 779            | 83,9 %            |
| 2010  | 8 520            | 73,1 %            | 7 594            | 65,2 %            |
| 2015  | 8 409            | 72,2 %            | 7 869            | 65,7 %            |
| 2020  | 0                | 0 %               | 404              | 3,5 %             |
| 2021  | 5 161            | 53,5 %            | 10 791,5         | 92,6 %            |
| 2022  | 1 940            | 20,1 %            | 191,6            | 16,4 %            |
| 2023  | 2 330            | 24,1 %            | 8 993,9          | 77,2 %            |

### Surveillance et protection de l'environnement
Par un arrêté interministériel de 2004, EDF a l’obligation de surveiller et protéger l'environnement autour de ses installations.
Divers moyens de mesure sont répartis autour de la centrale de Flamanville. Des échantillons sont également prélevés par les techniciens et analysés par le laboratoire de mesures de la centrale,. Depuis 2009, le laboratoire d'EDF à la centrale de Flamanville est accrédité par le Comité français d'accréditation (COFRAC) selon la norme de qualité ISO/CEI17025, ce qui lui permet d'effectuer lui-même des mesures de la radioactivité à proximité de la centrale.
L'Institut de radioprotection et de sûreté nucléaire (IRSN) assure en permanence la surveillance réglementaire radiologique de l'environnement. Des organismes indépendants, comme l'Institut français de recherche pour l'exploitation de la mer (IFREMER), réalisent des contrôles hydrobiologiques de la Manche, tandis que l'IRSN effectue des études radio-écologiques de la chaîne alimentaire en milieux terrestre et marin,. Ces contrôles n'ont relevé aucune modification significative de l'écosystème depuis le début de l’exploitation de la centrale. Plus de 20 000 mesures et contrôles sont réalisés chaque année.
En 2003, la centrale est, pour la première fois, certifiée ISO 14001, norme relative au management environnemental,. En 2013, les rejets émis par l’exploitation de la centrale sont toujours restés largement inférieurs aux limites autorisées
Des associations anti-nucléaires : France Nature Environnement, France Nature Environnement Normandie, Stop EPR Ni à Penly ni ailleurs, et le Crilan déposent une plainte le 21 août 2019 auprès du tribunal de Cherbourg pour « 36 infractions à la réglementation nucléaire et environnementale »,. À la suite de déficiences constatées, le site est placé sous « surveillance renforcée » par l'Autorité de sûreté nucléaire (ASN) le 11 septembre 2019. Au vu des améliorations, cette surveillance renforcée est levée le 4 juillet 2022.

### Incidents
Suivant les recommandations de l'Autorité de sûreté nucléaire (ASN) après l'accident nucléaire de Fukushima, un Diesel d'ultime secours est installé pour assurer le refroidissement des réacteurs, en cas de défaillance des autres alimentations électriques. À trois reprises, ce groupe électrogène prend feu, les 25 février et 6 avril 2021 et le 14 juin 2022. Il s'agit d'une vulnérabilité, connue depuis 2008, du modèle choisi de moteur diesel acheté à Westinghouse,.
Le 23 octobre 2012 : un incident — classé au niveau 1 sur l'échelle internationale des événements nucléaires — s'est produit à la centrale de Flamanville. Pendant près de six heures, une fuite radioactive est survenue sur le circuit primaire du réacteur no 1, alors à l'arrêt pour maintenance,. L'eau qui s’est écoulée par la fuite (environ 22 m3) est restée en permanence confinée dans le bâtiment réacteur puis récupérée et traitée par les dispositifs habituels de traitement des effluents. Elle ne présentait pas de contamination significative. L'incident, déclaré à l'ASN, n'a pas eu de conséquence sur les salariés, les populations, et sur l'environnement.
Le 9 février 2017, vers 9 h 45, une détonation et un départ de feu au niveau d'un ventilateur situé sous l'alternateur se sont produits dans la zone non nucléaire (salle des machines) du réacteur no 1, provoquant un incendie durant deux heures. Cet incident a fait cinq blessés légers à cause des fumées de l'incendie. EDF a entrepris la mise à l’arrêt du réacteur no 1 le jour même, puis a prévu de remettre en service ce réacteur le 19 février, avant de finalement décider de le « déconnecter du réseau jusqu'au 31 mars » à cause d'un problème « sur le système d'évacuation d'énergie situé sous l’alternateur ».

#### Phénomène de corrosion sous contrainte
Fin 2021 sont découverts sur les réacteurs de centrale nucléaire de Civaux des microfissures au niveau des circuits d'injection de sécurité (dit circuits RIS), en lien avec un phénomène de corrosion sous contrainte (CSC). Cette anomalie d'allure générique pouvant potentiellement affecter l'ensemble des réacteurs du parc français entraine l'arrêt pour contrôles de nombreux réacteurs durant les années 2022 et 2023, le tout dans un contexte de crise énergétique européenne et mondiale. Les réacteurs de Flamanville permettent de valider des procédés de contrôle non destructif. Finalement, il n'est pas retrouvé de signe de CSC « générique » au niveau des réacteurs 1 et 2 de Flamanville. En revanche, une soudure du circuit RIS du réacteur no 2 doit être reprise pour un défaut de soudage initial.

## Flamanville 3 (EPR)

### Historique du projet

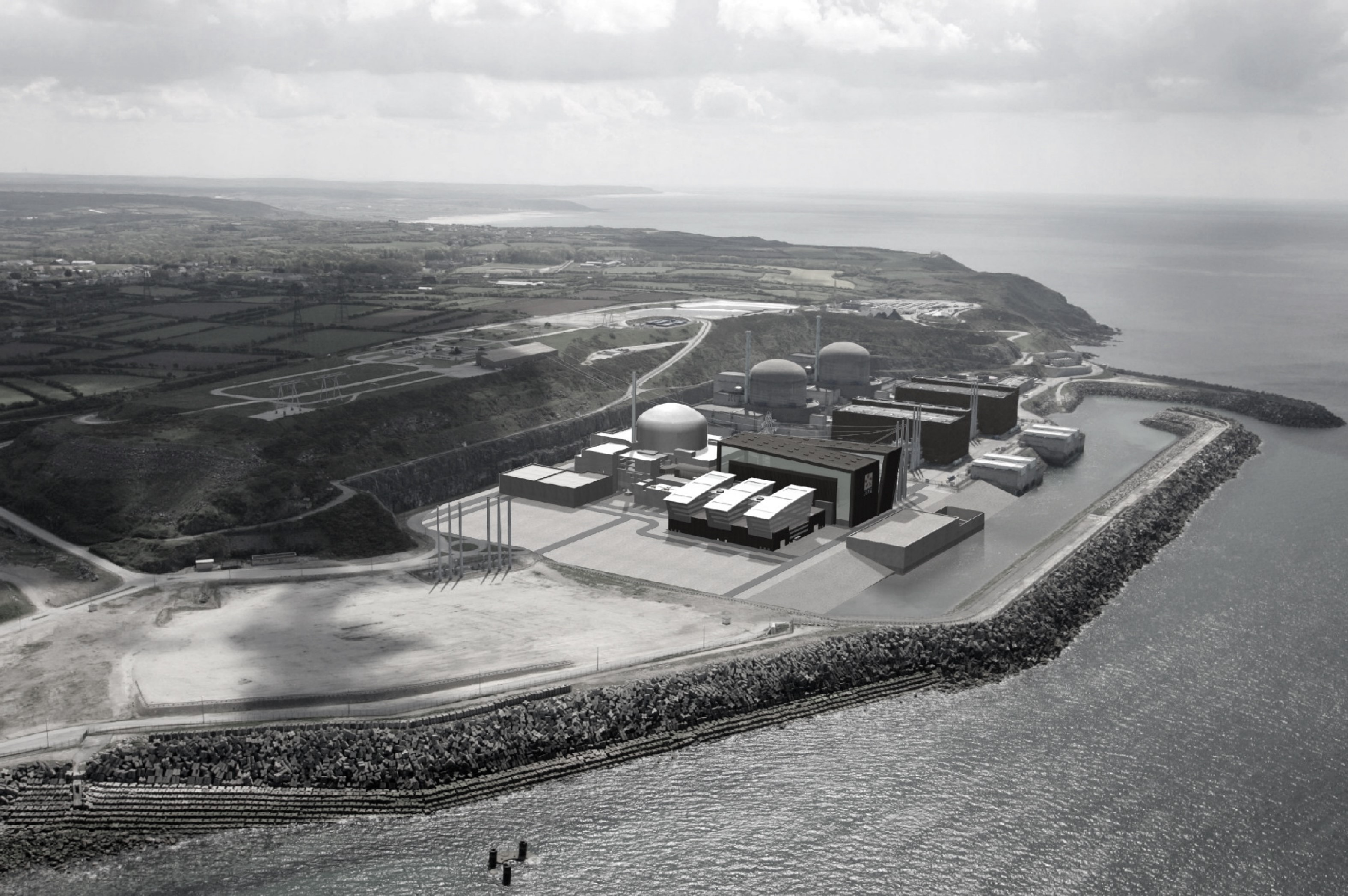
Rendu 3D de l'EPR de Flamanville au premier plan devant les deux réacteurs existants.

EDF anticipe un éventuel renouvellement des centrales françaises à l'horizon 2020, en remplacement des réacteurs de deuxième génération qui arriveront progressivement en fin de vie. Dès 1999, EDF se voit refuser l'accord du gouvernement Lionel Jospin pour construire un EPR en France. En 2002, le changement de majorité politique français, plus favorable au nucléaire, et la sélection de l'EPR à l'appel d'offre de l'électricien finlandais TVO en 2003 permettent à EDF d'insister sur la nécessité de la construction d'un EPR « tête de série » en France. Comme la centrale nucléaire de Penly (également en Normandie), la centrale de Flamanville était dimensionnée pour permettre la construction de quatre réacteurs, mais seuls deux ont été construits. Cela offre la possibilité de construire un nouveau réacteur par des travaux de terrassement réduits. La localisation en bord de mer est plus favorable qu'en bord de cours d'eau du point de vue thermodynamique, car la source froide est plus importante ce qui minimise les conséquences d’une canicule.
La centrale de Flamanville est retenue en octobre 2004 pour l'implantation d'un premier EPR. La loi d’orientation sur l'énergie du 13 juillet 2005 fournit un cadre législatif favorable au projet EPR. Le débat public national sous l'égide de la CNDP a lieu d'octobre 2005 à février 2006. Les travaux préparatoires commencent à l'été 2006, et le décret d’autorisation de construction (DAC) est signé le 11 avril 2007. Ce décret prévoit un délai de dix ans — soit jusqu'au 11 avril 2017 au plus tard — pour réaliser le premier chargement en combustible du réacteur. Le premier béton de l'îlot nucléaire est coulé le 3 décembre 2007, marquant le début du chantier, pour un délai de construction prévu de 54 mois et une mise en service en 2012.
La construction de cet EPR est l'objet de tractations politiques importantes et devient l'un des symboles de l'énergie nucléaire française. Lors de l'élection présidentielle de 2007, le lancement du chantier fait l'objet d'un débat entre les candidats Ségolène Royal et Nicolas Sarkozy,. En 2012, les deux principaux candidats à l'élection présidentielle, François Hollande et Nicolas Sarkozy, se déclarent favorables à la poursuite de la construction ; à l'inverse, les candidats Eva Joly et Jean-Luc Mélenchon qui y sont opposés.

### Opposition
Le 15 avril 2006, à l'appel du collectif Stop EPR crée par le Réseau Sortir du nucléaire (SDN), des milliers de manifestants se rassemblent à Cherbourg près de Flamanville, pour s'opposer au projet. L’association anti-nucléaire Greenpeace France lance une campagne intitulée « EDF, demain j’arrête », qui vise à s’opposer au projet EPR en faisant pression sur EDF. Le 17 mars 2007 est organisée par le collectif Stop EPR une nouvelle manifestation dans plusieurs grandes villes de France, rassemblant entre 20 000 personnes selon la police, et 62 000 personnes selon les organisateurs du collectif Stop EPR.
Le 26 avril 2007, Greenpeace mène une action de blocage du chantier, mais l'interrompt le lendemain sous la menace de sanctions financières. L'organisme affirme que la France a une surcapacité de production électrique et que la construction de l'EPR de Flamanville n'est pas nécessaire.
En septembre 2015, lors de l'annonce du report de la mise en service de l'EPR de Flamanville à 2018, EDF demande une prolongation du DAC pour un premier chargement en combustible après le 11 avril 2017 (ce dernier étant valable dix ans à compter de cette date). L'association anti-nucléaire Observatoire du nucléaire déclare vouloir attaquer en justice cette décision, estimant que l'enquête publique et le débat national sont caducs et devraient être refaits. Le 29 décembre 2020, plusieurs ONG s’opposant à la mise en service de l'EPR sont déboutées par le Conseil d’État « aux motifs qu'aucun des moyens soulevés, en l'état de l'instruction, n'est propre à créer un doute sérieux sur la légalité de l'autorisation délivrée par l'Autorité de sûreté nucléaire ».
Le 31 octobre 2017, l'Observatoire du nucléaire est débouté de sa demande d'expertise en référé par le tribunal de grande instance de Paris des anomalies de la cuve et du couvercle de l'EPR découvert en 2015. Le tribunal de grande instance juge que le danger imminent allégué par l'association n'est pas prouvé, et la condamne à payer 3 000 euros de dommages et intérêts à Areva, l'ASN et EDF.
Fin mars 2022, quinze militants de Greenpeace France bloquent l'accès et font intrusion sur le chantier de l'EPR de Flamanville. Le 14 mai 2024, le tribunal correctionnel de Cherbourg condamne Greenpeace France à plus de 80 000 € d'amendes : 20 000 € d'amende pour « incitation à la commission d'un délit » et cela en « récidive légale », 50 000 € de dommages et intérêts à EDF au titre du préjudice moral, 10 000 € de frais de justice et 1 329 € de préjudice matériel. Huit membres sont relaxés et sept autres, dont le directeur général de Greenpeace France Jean-François Julliard, sont reconnus coupables et écopent d'amendes entre 500 et 800 €,,.
À l'appel des principales associations anti-nucléaires, environ 700 manifestants, dont la députée Sandrine Rousseau, défilent le 23 mars 2024 à Caen contre la mise en service de l'EPR de Flamanville,,.
En juillet 2024, plusieurs associations antinucléaires (Greenpeace France, Réseau Sortir du nucléaire, CRIIRAD, Crilan, Global Chance et Robin des Bois) déposent deux actions en justice : un recours le 8 juillet 2024 auprès du Conseil d'État contre l'autorisation de mise en service du réacteur délivrée par l'ASN, qu'elles qualifient de « démarrage précipité », ainsi qu'une plainte contre X (en association avec France Nature Environnement) aux tribunaux de Cherbourg et de Paris « afin de faire toute la lumière sur les irrégularités constatées par l'Autorité de sûreté nucléaire sur des pièces de l'EPR »,.

### Caractéristiques du réacteur
Le réacteur no 3 est un réacteur à eau pressurisé de type EPR (evolutionnary power reactor), de troisième génération. Les principales différences avec les réacteurs no 1 et 2 sont une puissance plus importante et un niveau de sûreté amélioré. Comme l’explique l’Institut de radioprotection et de sûreté nucléaire (IRSN), « l’EPR est un réacteur « évolutionnaire », il ne présente pas de grande rupture technologique par rapport aux installations en exploitation. [...] Néanmoins, ce réacteur de troisième génération offre des améliorations des systèmes de sûreté. » Parmi les améliorations apportées sur ce plan, on peut citer les quatre trains de sauvegardes indépendants, le récupérateur de corium permettant de refroidir le cœur fondu en cas d’accident de fusion du cœur, et la réduction de la quantité de stellite afin d'améliorer la radioprotection des travailleurs.
La puissance thermique maximale fournie par la chaudière nucléaire est de 4 300 MWth, la puissance électrique brute délivrée par l'alternateur de 1 650 MWe et la puissance électrique nette de 1 630 MWe, ce qui lui confère un rendement global de 37,9 %.
À sa mise en service, il est le réacteur nucléaire le plus puissant de France, devant ceux des centrales nucléaires de Chooz dans les Ardennes et de Civaux dans la Vienne (appartenant toutes deux au palier N4 de 1 500 MWe). Sa durée de fonctionnement minimale à la conception est de 60 ans.

### Contrats de construction
En août 2006, le génie civil principal est attribué au groupe français Bouygues Construction, et la réalisation de la salle des machines à Alstom. En avril 2007, Areva NP signe le contrat de fourniture de l'îlot nucléaire incluant la cuve et le couvercle du réacteur, les mécanismes de commande des grappes, les quatre générateurs de vapeur, le circuit primaire avec ses quatre pompes, ainsi que le pressuriseur,.

### Historique du chantier

Photos du chantier de construction de l'EPR de Flamanville
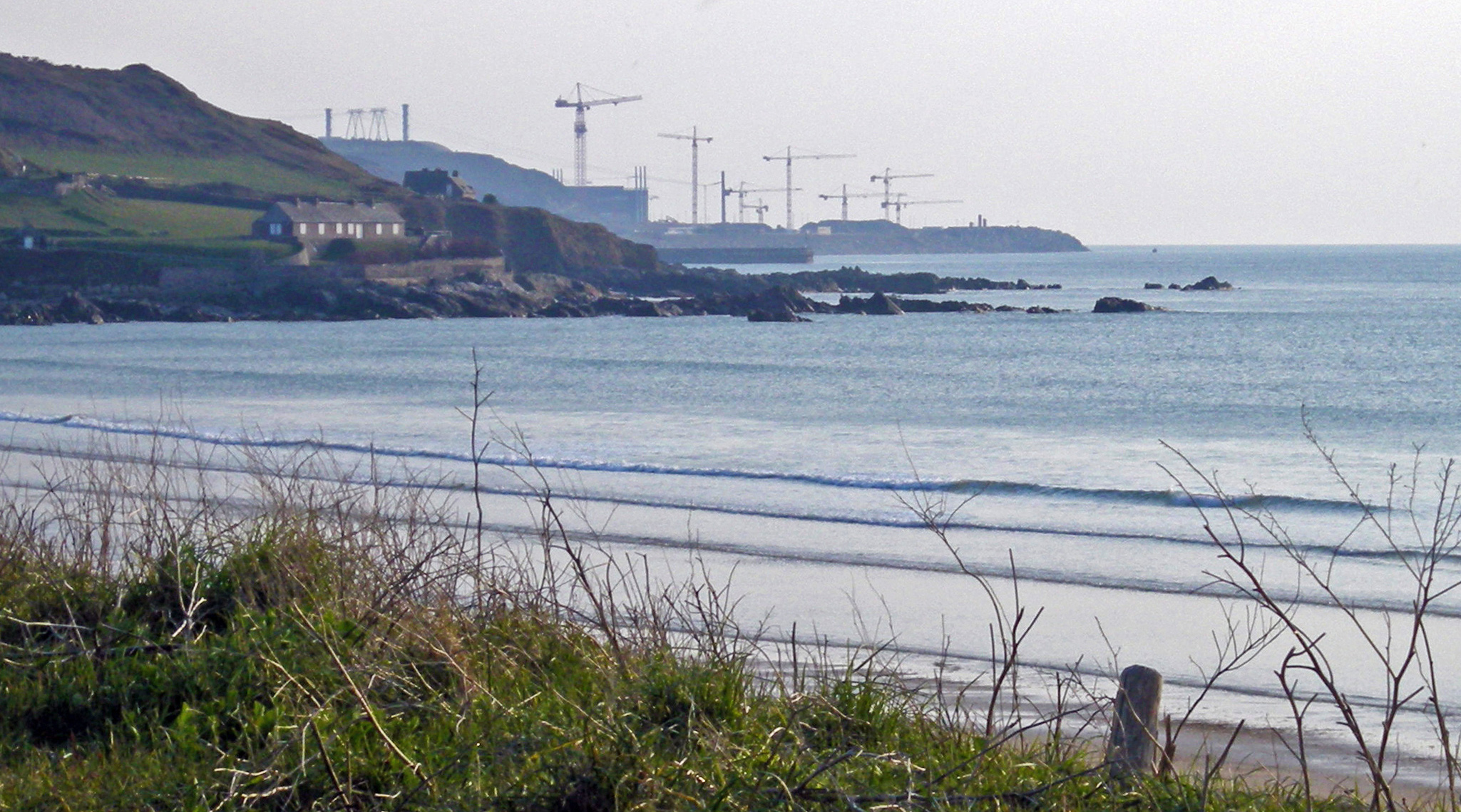
Le chantier vu de Siouville-Hague en 2008.
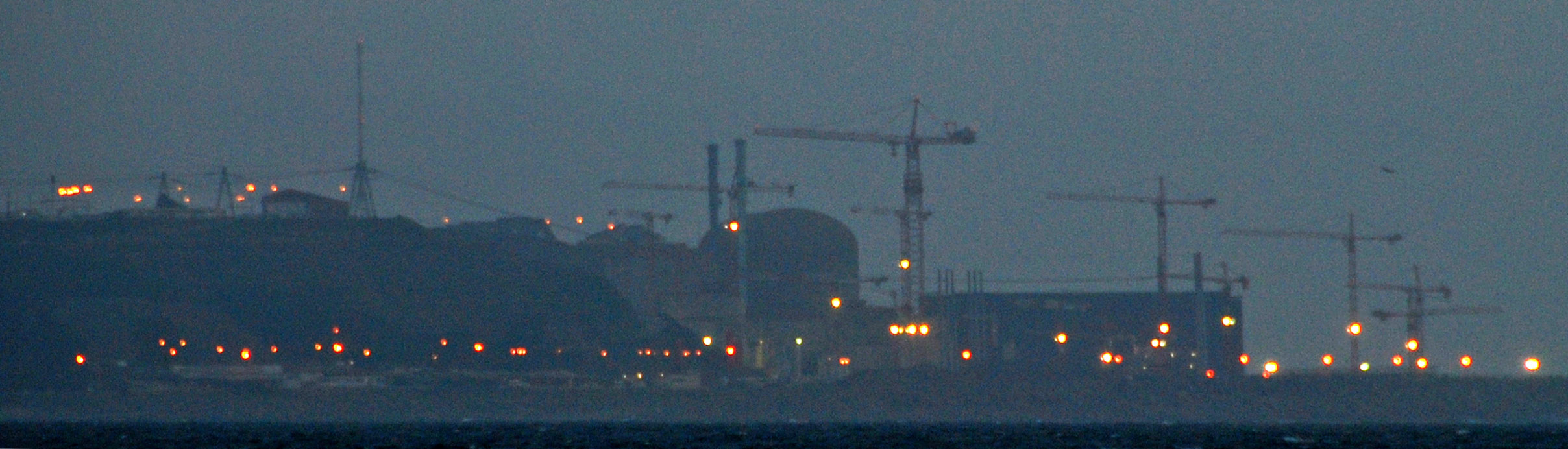
Le chantier de nuit en 2008.
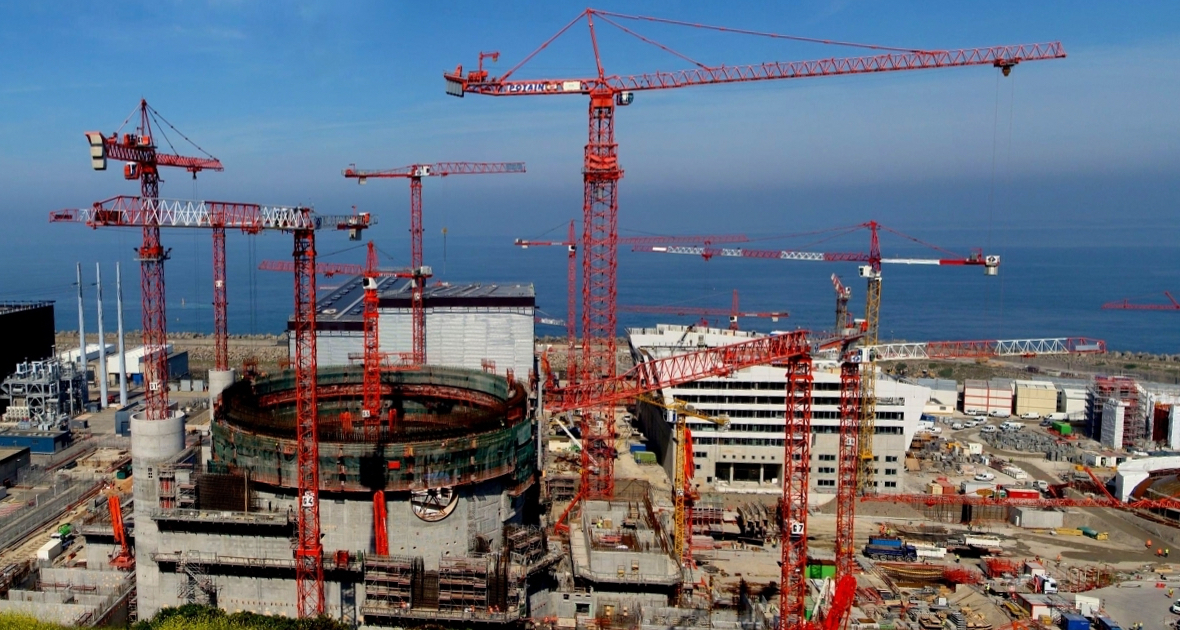
Chantier de l'EPR en 2010
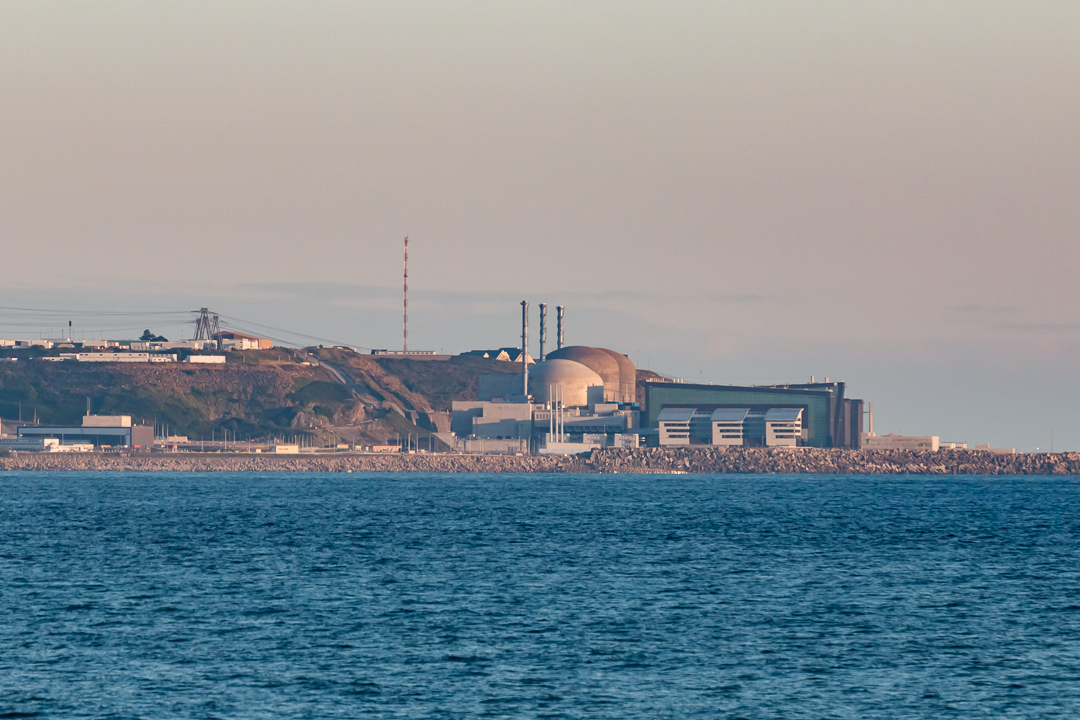
Centrale nucléaire de Flamanville en 2023, l'EPR est au premier plan.
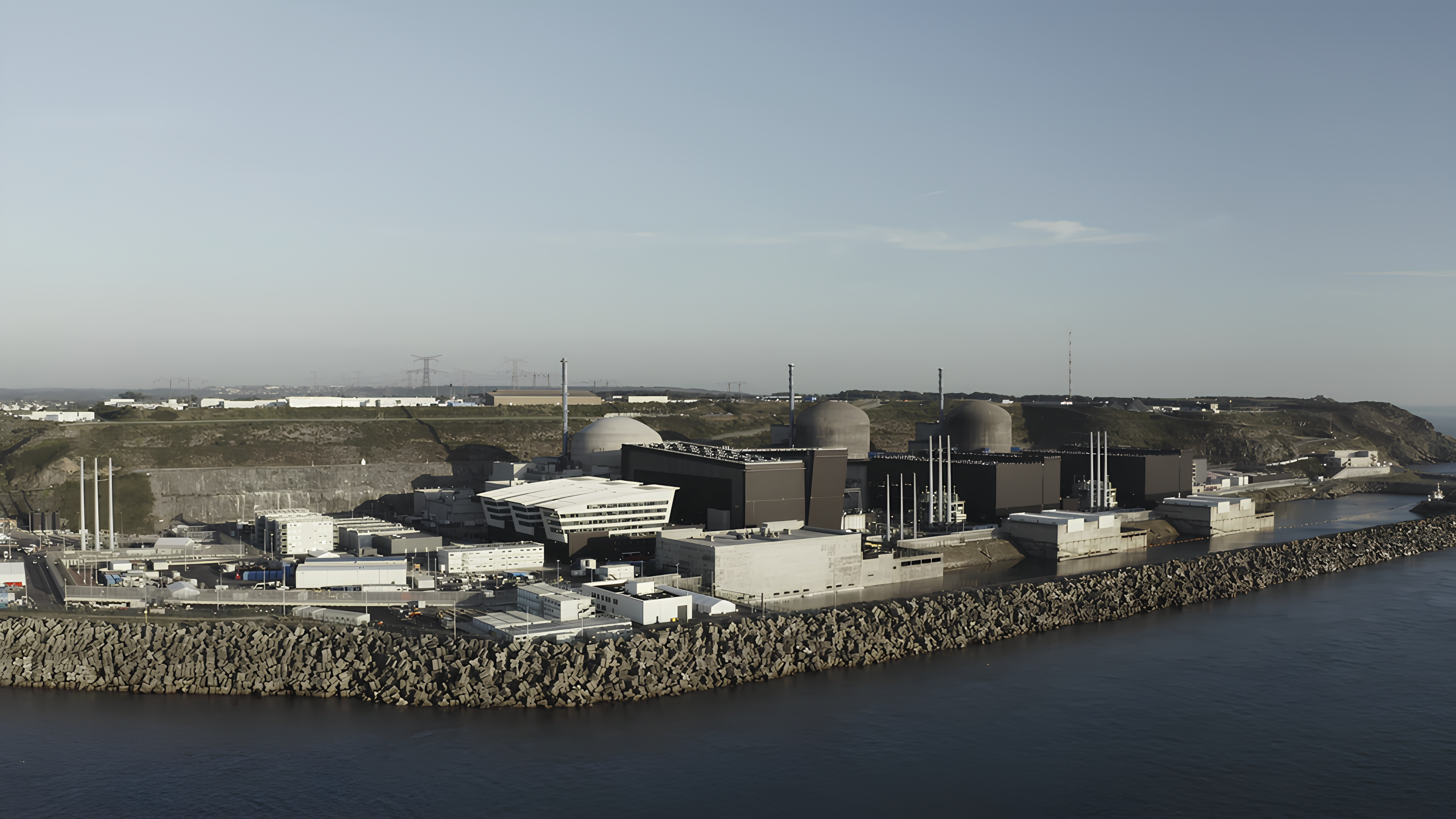
Centrale nucléaire de Flamanville en 2023.

#### Génie civil -décembre 2007àjanvier 2014
Les travaux préparatoires commencent à l'été 2006. Il s'agit d'aménagement des accès, logements, etc. nécessaires au personnel à venir ; ainsi que les travaux de terrassement. La construction de l'EPR débute le 3 décembre 2007 avec la coulée du premier béton du radier de l'îlot nucléaire.
L'ASN publie le 29 avril 2008 une lettre d'information rapportant plusieurs écarts :
- un risque de chute d'une grue sur un bâtiment auxiliaire du réacteur no 2. EDF prend la décision d'édifier des « cheminées » en béton autour des grues, afin de prévenir tout risque de basculement[76] ;
- l'apparition de micro-fissures sur le bloc de béton composant le radier de l'îlot nucléaire coulé du 3 au 5 décembre 2007[76]. Elles seraient liées au retrait du béton lors de son durcissement, phénomène fréquent lors de la réalisation d'un bétonnage en grande dimension. EDF a traité cette anomalie en injectant dans les fissures une résine sous pression[76]. Après avis de l'IRSN, l'ASN considère cette solution acceptable[76] ;
- des non-conformités de disposition de certaines armatures en fer par rapport aux plans. Des mesures correctives sont prises afin d'éviter de nouveaux écarts de ce type. Ces non-conformités ont été corrigées avant bétonnage[76].

L'ASN détecte en mars 2008 des anomalies sur le ferraillage du radier du bâtiment combustible ; puis le 21 mai 2008, EDF informe l'ASN d'autres anomalies du ferraillage d'une partie du radier destiné à supporter le bâtiment d'un des quatre systèmes de sauvegarde du réacteur. Bien que sans conséquence en matière de sûreté, ces anomalies répétés mettent en évidence un manque de rigueur de la part d'EDF et de ses sous-traitants, dans l'organisation et la construction du chantier de l'EPR. L'ASN demande le 27 mai 2008 à EDF la suspension des opérations de bétonnage des ouvrages importants pour la sûreté, ainsi que la transmission d'un plan d'actions correctives,. Le 19 juin 2008, après examen du plan d'actions correctif proposé par EDF, l'ASN autorise la reprise des opérations de bétonnage. Enfin, dans le cadre du traitement technique de ces anomalies, EDF a transmis à l'ASN une étude sur les conséquences du manque localisé d'épingles dans le ferraillage. Ces manques ne remettent pas en cause la tenue mécanique de l'ouvrage, compte tenu des marges retenues à la conception.
Pendant l'année 2008, l'ASN mène des inspections sur le « liner métallique » destiné à étancher l'enceinte de confinement interne. Ces dernières mettent en évidence des écarts dans la préfabrication du liner, ainsi que dans la réalisation des soudures, entrainant de nombreuses reprises,. L'ASN a demandé à EDF de justifier la capacité du liner à assurer sa fonction de sûreté du confinement. Après consultation de l'IRSN, l'ASN demande le 4 février 2009 à EDF d'effectuer des contrôles sur les soudures déjà réalisées, et de présenter un plan d'amélioration pour les soudures à venir. En juillet 2009, après examen du plan d'action présenté par EDF en avril et contrôle radiographique des soudures, l'ASN considère que les actions mises en œuvre par EDF sont de nature à améliorer la maîtrise des opérations de soudage. L'ASN maintient néanmoins une surveillance rapprochée.

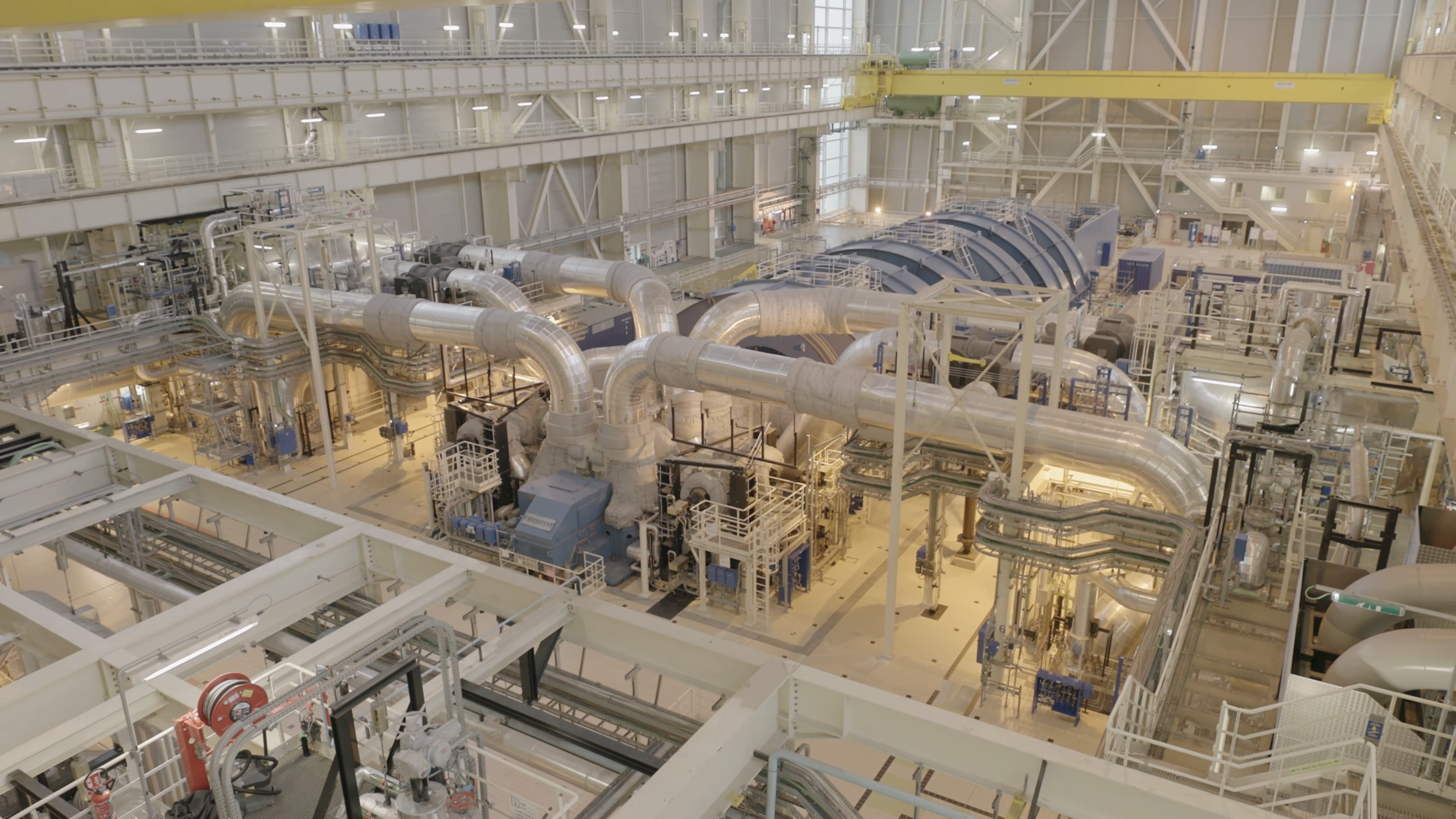
Salle des machines de l'EPR de Flamanville. Le groupe turbo-alternateur est au centre, peint en bleu.

Le 8 décembre 2010 débute le montage du groupe turbo-alternateur comprenant la turbine de modèle Arabelle-1700, la plus puissante au monde. Cette dernière mesure 70 mètres de long pour 6,55 mètres de diamètre et un poids de 1 100 tonnes. La turbine Arabelle-1700 est couplée à un alternateur de très forte puissance Gigatop 4 pôles,. Ensemble, ils assurent la production d'électricité dans l'îlot dit « conventionnel » (zone non nucléaire),. Comme les autres turbines du parc nucléaire français, elle est nommée selon le prénom de la première assistante de la direction présente sur place, ici Christine.
Le 23 mai 2011, la salle de commande de l'EPR est installée. Après la création d'une réplique de la salle en novembre 2010, où les deux opérateurs et le chef d'exploitation ont été formés à la conduite informatisée des installations, le poste de pilotage et de contrôle du fonctionnement est construit à proximité du réacteur.
À la fin de l'année 2012, 93,5 % du génie civil et 41,2 % des montages électro-mécaniques sont achevés. L'année 2012 est marquée par plusieurs étapes cruciales de la construction du réacteur, en particulier pour les éléments électriques.
En mars 2013, la mise sous tension des transformateurs de soutirage est effectuée, permettant à l'EPR de bénéficier d'une alimentation électrique entièrement indépendante de celle de la centrale de Flamanville. Pour préparer ce raccordement, les équipes d'EDF et d'Ineo ont tiré fin janvier, trois câbles de 600 mètres, sur la plateforme électrique. Début février, des essais d’aspersion sont réalisés pour vérifier la protection incendie des transformateurs.
Au mois d'avril 2013, les premières armoires de contrôle-commande sont installées dans la partie nucléaire des installations. La pose et le raccordement de ces armoires sont confiés à l'entreprise Snef. Par cette étape, le site entre dans sa configuration définitive d’alimentation électrique.
Le 16 juillet 2013, l'installation du dôme du bâtiment réacteur est effectuée par la grue « Big Benny » de la société belge Sarens (en). À l'époque, cette grue (modèle SCG-120) fait partie des trois plus grandes au monde avec 200 mètres de hauteur. Elle soulève ainsi sur 44 mètres la structure pesant près de 300 tonnes et atteint une précision de pose de 5 millimètres,,.

#### Cuve et couvercle non conformes - janvier 2014 à juin 2017
Fin janvier 2014, la cuve du réacteur, d’un poids de 425 tonnes pour 11 mètres de hauteur et 5,5 mètres de diamètre, est posée avec succès dans le puits de cuve au centre du bâtiment réacteur. Le directeur du chantier, Antoine Ménager, annonce les premiers essais pour 2015.
EDF annonce en novembre 2014 un report de la mise en service à 2017. L'électricien attribue ce retard à des difficultés rencontrées par Areva pour livrer certains équipements, comme le couvercle et les structures internes de la cuve, ainsi qu’à la mise en place d'une nouvelle réglementation des équipements sous pression nucléaires (ESPN), plus stricte,.
Le 7 avril 2015, l'ASN annonce qu'Areva l'a informée d'une anomalie de la composition de l’acier dans certaines zones du couvercle et du fond de la cuve du réacteur de l’EPR de Flamanville,. L'anomalie concerne la teneur en carbone (ségrégation carbone) de l'acier, qui serait de 0,3 % au lieu de 0,2 %. Ségolène Royal, alors ministre de l'Écologie, demande à Areva de donner sans délai les suites qui s’imposent au rapport de l'ASN. Dans un rapport technique publié le 8 avril 2015, l'ASN précise que « Les essais réalisés à ce stade mettent en lumière un défaut de maîtrise de la qualité des fabrications, ayant un impact sur les caractéristiques mécaniques des matériaux ». Le président de l'ASN explique qu'« en dépit des difficultés matérielles à remplacer cette cuve, c'est une option réalisable, parce qu'elle n'a pas encore été irradiée, le réacteur n'étant pas en marche ». Selon Yves Marignac du cabinet Wise-Paris, « Toute solution de réparation [...] conduirait presque certainement à devoir évacuer le corps de la cuve »,.
Le 3 septembre 2015, EDF relève le coût de construction à 10,5 milliards d'euros et la fin des travaux au quatrième trimestre 2018. Areva propose la mise en œuvre jusque fin 2016 d'un programme d’essais pour justifier le caractère suffisant des propriétés mécaniques du matériau de ces composants. En mai 2016, le journal Les Échos révèle un système de possibles « falsifications » des dossiers de fabrication d'Areva.
Le 28 juin 2017, au vu du programme d'essais conduit par Areva, l’ASN autorise EDF à exploiter la cuve : « sur la base des analyses techniques réalisées, [...] les caractéristiques mécaniques du fond et du couvercle de la cuve sont suffisantes au regard des sollicitations auxquelles ces pièces sont soumises, y compris en cas d’accident ». Compte tenu d'un délai de fabrication de sept ans, le couvercle de la cuve serait cependant à changer d’ici fin 2024. Le rapport de l'ASN ne reprend pas les « falsifications » évoquées par Les Échos. EDF prend acte de la position de l'ASN indiquant que la cuve du réacteur de Flamanville 3 est apte au service et de prévoir le remplacement du couvercle d'ici 2024. En parallèle, les équipes d'EDF sont mobilisées pour développer une méthode de suivi en service permettant de démontrer que le couvercle conserve ses qualités dans la durée et échangent régulièrement avec l'ASN sur ce sujet,.

#### Première phase d'essais d'ensemble - mars 2017 à février 2020
Le 16 mars 2017, EDF annonce avoir commencé la phase des essais d'ensemble du réacteur. Le 18 décembre 2017, débutent les « essais à froid » du réacteur ; il s'agit de tester la résistance, l'étanchéité et le bon fonctionnement du circuit primaire de l'installation à 240 bars de pression. Ces essais sont réalisés sans combustible nucléaire.
Le 8 janvier 2018, EDF annonce avoir achevé les « essais à froid » avec succès et prépare la phase d'« essais à chaud » qui débutera en juillet 2018. Il s'agit de simuler le fonctionnement complet du réacteur, toujours sans combustible nucléaire, dans des conditions de température et de pression similaires aux conditions d'exploitation. Enfin, l'épreuve d'enceinte du bâtiment réacteur permet de tester l'étanchéité du bâtiment réacteur en élevant la pression à l'intérieur de celui-ci.
Le 17 février 2020, les essais à chaud sont terminés avec succès.

#### Soudures non conformes

##### Soudures du circuit secondaire -janvier 2017àmai 2023

Schéma d'un réacteur à eau pressurisé (comme l'EPR). Le circuit secondaire est représenté au centre en bleu clair/blanc. Le circuit primaire est à gauche en orange/jaune.

En janvier 2017, des « écarts de qualité » sont constatés sur 33 soudures du circuit secondaire principal, assurant le transfert en circuit fermé de la vapeur produite par les générateurs de vapeur jusqu'à la turbine. Le coût de construction prévisionnel est relevé de 400 millions d'euros, à 10,9 milliards d'euros, et le raccordement au réseau électrique envisagé au premier trimestre 2020,. Selon Le Canard enchaîné l'ASN aurait « mis plus d'un an à s'alarmer officiellement des graves soucis de soudure rencontrés par EDF sur le chantier du réacteur de l'EPR de Flamanville », en dépit de sa connaissance du problème. Le président de l'ASN, Bernard Doroszczuk, regrette cette stratégie d'attente d'EDF : « Les anomalies présentes sur les traversées ne sont pas récentes, elles ont été découvertes en juillet 2015, l'ASN n'a été informée qu'en janvier 2017 ».
Ce circuit secondaire est conçu dans une démarche dite « d'exclusion de rupture », consistant à ne pas étudier intégralement les conséquences d'une rupture complète de ces conduites, jugée extrêmement improbable. Cela implique en contrepartie des normes de conception, de fabrication, de soudure et de suivi particulièrement exigeantes,. En avril 2019, l’IRSN et le groupe d’experts permanent de l'ASN émettent un avis défavorable sur la justification présentée par EDF du maintien en l’état, moyennant une surveillance renforcée, de huit soudures sur les 33 incriminées. Ces huit soudures sont situées au niveau des traversées des deux enceintes de confinement en béton, ce qui implique des réparations complexes,, un surcoût important, et un nouveau report de la mise en service, à fin 2022 au plus tôt[réf. nécessaire]. Selon l'ASN, la rupture de ces soudures « ne peut plus être considérée comme hautement improbable ». Son président Bernard Doroszczuk écarte l'idée d'une réglementation française trop tatillonne. Pour lui, le niveau d'exigence est « comparable » à celui « retenu et atteint » pour les EPR de Taishan en Chine et d'Olkiluoto en Finlande. « Nous ne sommes donc pas face à une exigence française qui serait d'un niveau supérieur au niveau d'exigence fixé, pour ces soudures, sur les EPR construits à l'étranger,. »
Toujours selon Bernard Doroszczuk, ces défauts relèvent d'une défaillance industrielle globale de la chaîne de conception, de fabrication et de contrôle : « les exigences (de qualité) n'ont pas été transmises aux deux entreprises, sous-traitants, chargées de réaliser les soudures en usine ».
En juin 2019, l’ASN ordonne la réparation de ces huit soudures. EDF propose en octobre 2019 un scénario de réparation des conduits par l'intérieur, au moyen de robots télé-opérés,. L'ASN valide cette approche en 2020. En décembre 2022, EDF annonce que la totalité des trente-trois reprises de soudures sont terminées et conformes, mais nécessitent la réalisation finale d'un traitement thermique de détention consistant en une montée en températures des soudures jusqu'à 600 °C, puis une baisse progressive afin de relâcher les contraintes résiduelles sur ces dernières. Ce traitement est rendu plus complexe par la présence de matériel sensible à la chaleur à proximité des soudures, et nécessite des études complémentaires,. Un nouveau report du chargement au premier trimestre 2024 est programmé, et le coût total à terminaison réévalué à 13,2 Md€(2015). Le 5 mai 2023, les 200 traitements thermiques de détention sont terminés.

##### Soudures du circuit primaire -janvier 2020àfévrier 2022
En 2006, EDF et Framatome modifient le diamètre de conduites auxiliaires soudées au circuit primaire, afin de faciliter le contrôle de leur zone de soudure (dit « piquage »). Cette modification survient après la réalisation des études de sûreté, réalisées avec un diamètre de conduite plus faible. Cette erreur de conception est découverte en 2013, après la fabrication des conduites. EDF traite cet écart en 2014 en étendant à ces soudures la démarche d’exclusion de rupture (cf supra), déjà appliquée aux circuits primaire et secondaire.
La découverte début 2020 de nombreux écarts de soudure sur le circuit secondaire, pousse l'ASN à demander à EDF un ré-examen des zones de piquages des conduites auxiliaires soudées au circuit primaire. Les inspections révèlent des écarts sur trois zones de piquage, ne permettant pas de valider la démarche d’exclusion de rupture. L'ASN exige d'EDF en mars 2021 l'élaboration d'une stratégie de traitement de ces écarts.
En juin 2021, EDF propose à l'ASN de renforcer les trois zones de piquages en plaçant un cerclage métallique tel un « collier de serrage » autour des circuits ; seule solution permettant de tenir le calendrier de démarrage pour la fin 2022. Selon le directeur général adjoint de l'ASN, Julien Collet, « l'ASN n'a pas d'objection de principe à cette stratégie de traitement qui présente des intérêts en matière de sûreté en évitant des interventions complexes sur le réacteur », mais c'est un procédé sans précédent qui nécessite des investigations complémentaires avant validation,. La pose des cerclages métalliques se termine en février 2022.

#### Préparation au démarrage

##### Arrivée du combustible sur le site -2020à2023
Le 8 octobre 2020, l'Autorité de sûreté nucléaire (ASN) autorise l'arrivée du combustible nucléaire sur le site du réacteur EPR de Flamanville. Au 30 juillet 2021, tout le combustible est livré et entreposé dans la piscine de stockage de combustible nucléaire, son chargement dans le réacteur est prévu pour la fin 2022.
Le 30 août 2021, Barbara Pompili, ministre de la Transition écologique, autorise EDF à exploiter l'EPR de Flamanville. Les autorisations délivrées par l'ASN pour charger le combustible nucléaire et mettre le réacteur en service sont prévues pour fin 2022,. En novembre 2021, EDF annonce que le premier mégawatt sera produit en 2023.
En janvier 2022, EDF annonce que le chargement du combustible est décalé de fin 2022 au second trimestre 2023 et que l'entrée en service n'est pas prévue avant fin 2023. Ce nouveau décalage est principalement lié aux activités de reprise des soudures sur le circuit secondaire du réacteur (cf. supra), finalement terminées en mai 2023.
En octobre 2023, certains assemblages de combustibles sont renvoyés aux usines de Framatome. Ces assemblages auraient pu être affectés par le même phénomène que ceux des EPR de Taishan, qui a entrainé un arrêt de ces réacteurs en 2021 et 2022.

##### Réalisation des essais de requalification d'ensemble (ERE) -octobre 2023àdécembre 2023
Les essais de requalification d'ensemble (ERE), qui constituent les derniers essais du réacteur, ont lieu du 1er octobre 2023 au 10 décembre 2023. Il s'agit d'une « répétition générale » du fonctionnement du réacteur sans combustible, qui doit répondre à plus de 400 critères de sûreté et de disponibilité, testés, analysés et vérifiés. Une réussite de ces ERE permettrait d'obtenir l'autorisation de mise en service (délivrée par l'ASN), pour un chargement du combustible nucléaire au premier trimestre 2024 et un démarrage du réacteur au premier semestre 2024,. EDF confirme le 21 décembre 2023 que le chargement du combustible est prévu en mars 2024, pour un démarrage du réacteur à la mi-2024,.

#### Mise en service - 2024
|                | Mise en service |
| -------------- | --------------- |
| décembre 2007  | 2012            |
| novembre 2014  | 2017            |
| septembre 2015 | T4 2018         |
| janvier 2017   | T1 2020         |
| janvier 2022   | T4 2023         |
| décembre 2022  | 2024            |
| Réalisé        | ?               |

Fin mars 2024, EDF annonce que « l’EPR de Flamanville 3 est techniquement prêt pour engager sa mise en service »,. Le chargement du combustible nucléaire débute le 8 mai 2024, au lendemain de l'autorisation de mise en service du réacteur délivrée par l'ASN, et se termine le 15 mai. Après réalisation de nombreux tests et une montée en pression et en température du réacteur, la première divergence du réacteur a lieu le 3 septembre 2024, le lendemain de l'obtention de l'autorisation de divergence par l'ASN,,.
Le premier couplage au réseau électrique national, d'abord prévu à l'été puis à l'automne 2024, a lieu le 21 décembre 2024, marquant la fin d'un chantier ayant duré plus de 17 ans.
Le premier arrêt programmé, appelé « visite complète », devrait intervenir 18 mois plus tard, à la fin du premier cycle du combustible,,. Il s'agit d'un arrêt de plusieurs mois, réalisé de façon systématique après le démarrage d'un nouveau réacteur nucléaire en France,. Le couvercle de la cuve du réacteur sera remplacé lors de cet arrêt.

### Économie du projet

#### Financement initial
En mai 2005, la société italienne Enel signe avec EDF une lettre d’intention pour une participation d'Enel à hauteur de 12,5 % du projet Flamanville 3. En décembre 2012, Enel se retire du projet après l'annonce d'un nouveau retard et d'un nouveau surcoût de l'EPR de Flamanville. EDF verse à Enel une indemnisation de 700 millions d'euros pour les frais déjà engagés. Ce choix est favorisé par l'absence de perspective de construction d'EPR en Italie, après le referendum du 13 juin 2011 (réalisé trois mois après l'accident nucléaire de la centrale de Fukushima) où 94 % des votants rejettent la relance du nucléaire voulue par Silvio Berlusconi,.

#### Dérive des coûts

Évolution au fil du temps du coût estimé du réacteur Flamanville 3.

Le coût, initialement estimé à 3,4 milliards d’euros, est successivement réévalué par EDF à 4 milliards en décembre 2008, puis à 5 milliards d'euros en juillet 2010, puis à 6 milliards d'euros en juillet 2011, à 8,5 milliards d'euros en décembre 2012,, à 10,5 milliards d'euros en septembre 2015, à 10,9 milliards d'euros en juillet 2018, à 11 milliards d'euros en octobre 2018, à 12,4 milliards d'euros en octobre 2019, à 13,2 milliards en décembre 2022. La Cour des comptes évalue le coût à 19,1 milliards d'euros en juillet 2020, et 23,7 milliards en janvier 2025. La différence d'estimation des coûts entre EDF et la Cour des comptes s'explique principalement par la prise en compte par cette dernière des intérêts intercalaires, c'est-à-dire des intérêts payés par EDF à ses créanciers pour l'emprunt des sommes nécessaires au financement des travaux ; ainsi qu'à la prise en compte des frais liés à la mise en service du réacteur,,. La Cour des comptes identifie une « liste des raisons du dérapage », notamment :
- l'EPR est un projet franco-allemand lancé en 1989, « la conception du réacteur demeure marquée par cette sorte de double paternité qui a constitué une source importante de complexité ». De plus, « l'Allemagne se retire de ce projet en 1998, après l'entrée des Verts dans le gouvernement outre-Rhin » ;
- le projet a souffert de la rivalité entre EDF et Areva. « Cette compétition entre les deux entreprises n'a pas été arbitrée par les pouvoirs publics et a conduit, dans une sorte de surenchère, au lancement précipité des chantiers de construction des deux premiers EPR », en Finlande à Olkiluoto, ainsi qu'en France à Flamanville, accompagnée par une « sous-estimation de la complexité de la construction » ;
- chez EDF, « une équipe dédiée pour piloter le projet n’a été mise en place qu’à partir de 2015. » « Ce défaut de pilotage résulte en premier lieu de la confusion entre la maîtrise d'ouvrage et la maîtrise d'œuvre » ;
- « le suivi du chantier et de sa rentabilité prévisionnelle n'a pas été suffisant de la part des autorités de tutelle ».

La Cour des comptes estime que « La construction de l’EPR de Flamanville est un échec opérationnel aux causes multiples [...] qui constitue une dérive considérable, même pour un réacteur « tête de série » [...] Malgré un choix technologique désormais éprouvé en Chine et l’amélioration apportée au pilotage de ces grands chantiers, les gains financiers et techniques attendus du projet EPR2 doivent être confirmés ».
À titre de comparaison, le coût de construction par kilowatt-heure de l'EPR de Flamanville serait le double de celui des EPR de Taishan construits en Chine, mais inférieur de 20 % à ceux des réacteurs AP1000 de la centrale nucléaire de Vogtle aux États-Unis. Le coût du mégawatt-heure de l'EPR de Flamanville devrait également être largement supérieur au prix de vente retenu pour l'EPR d'Hinkley point : 104 €/MWh.
Le coût du mégawatt-heure produit par l'EPR de Flamanville (entre 100 et 120 €) serait le double de celui des installations solaires en 2017. Cependant, le prix du solaire photovoltaïque ne prend pas en compte le surcoût lié au stockage et au déstockage, qui peut représenter à lui seul entre 40 et 200 €/MWh d’énergie renouvelable produite.

### Analyse des difficultés rencontrées lors du projet Flamanville 3
En 2024, la construction de l’EPR de Flamanville a vu son coût multiplié par six et la durée de son chantier par quatre.
Le 28 octobre 2019, le ministère de l'Économie et des Finances publie le rapport commandé par EDF à Jean-Martin Folz (ancien PDG de PSA) sur le chantier de l'EPR de Flamanville. Celui-ci détaille les dysfonctionnements qui ont pénalisé le projet depuis son lancement en 2006. Il ne critique pas la technologie de l'EPR elle-même : la mise en service des réacteurs de Taishan, en Chine, apporte « la preuve de la pertinence du concept et du design de l'EPR, qu'il faut certainement éviter de remettre substantiellement en cause ».
EDF a « grossièrement sous-estimé » les défis d'une technologie nouvelle ; la taille et la complexité de l'EPR ont entraîné « un sensible surcroît de complexité pour l'ingénierie et la construction ». L'auteur constate une « confusion entre les rôles majeurs dans la gestion d'un projet, maîtrise d'ouvrage et maîtrise d'oeuvre ». Pour ce projet, EDF « semble avoir ignoré certaines des bonnes pratiques en vigueur dans d'autres secteurs » : pas de gestion prévisionnelle des coûts, pas de maquette numérique du projet, pas de planning partagé avec les sous-traitants ; de plus, la réglementation du nucléaire en France a évolué pendant le chantier. Le rapport est particulièrement critique sur la façon dont EDF a géré ses relations avec ses sous-traitants et fournisseurs, ainsi que sur les relations difficiles entre EDF et Areva. Enfin, il constate une « perte de compétences généralisée » de la filière nucléaire française, aucun réacteur n'ayant été construit depuis celui de Civaux 2, seize ans avant Flamanville. Le ministère de l'Économie et des Finances espère que la filière se ressaisisse afin d'atteindre les meilleurs standards.
L'ancien patron de PSA ajoute qu'il s'agit d'un échec pour EDF. Le rapport étudie aussi le déroulement du chantier des deux EPR de Taishan en Chine : ces réacteurs ont été construits en 110 et 113 mois, soit un dépassement de cinq ans du délai initialement annoncé, pour un coût d’environ 95 milliards de yuans (12,2 milliards d'euros), soit 60 % de plus que le budget prévu ; ces chantiers démarrés quatre ans après celui d'Olkiluoto et deux ans après celui de Flamanville ont bénéficié du retour d'expérience de ces deux têtes de série. « La construction simultanée de deux tranches sur le même site a été un véritable atout » et, surtout, « la construction de centrales nucléaires se poursuit régulièrement en Chine depuis une vingtaine d’années, si bien que le réservoir de compétences disponibles, et en particulier de soudeurs qualifiés, a non seulement été maintenu au fil des années mais il a été en réalité continûment développé ».

### Social et emploi

#### Conditions de travail et travail dissimulé
Le 11 janvier 2011, le journal France-Soir révèle que sur le chantier, un salarié de Bouygues Travaux Publics sur trois viendrait des « pays de l’Est ». L'article se fait le relais de la CGT, qui dénonce les mauvaises conditions de travail, en particulier les horaires (de 10 à 15 heures par jour). Le code du travail prévoit, en son article R 8111-11, que les missions d'inspection du travail sont exercées par des ingénieurs et techniciens de l'Autorité de sûreté nucléaire (ASN), sous l'autorité du ministre chargé du travail.
Deux accidents mortels surviennent sur le chantier, les 24 janvier et 11 juin 2011. Parallèlement, dès avril 2011, l'ASN enquête sur de possibles « sous-déclarations intentionnelles », par Bouygues et Elco (entreprise de construction roumaine) , d'accidents du travail survenus sur le chantier. Lors de son procès-verbal paru en juin 2011, l'ASN rapporte que 112 accidents du travail se seraient produit en 2010, dont 38 n'ont pas fait l'objet d'une déclaration.
Une délégation du groupe socialiste et démocrate au Parlement européen, accompagnée par des représentants des syndicats européens, se rend le 1er juillet 2011 sur le chantier de l’EPR à Flamanville, afin d'évaluer les conditions de travail et de logement des ouvriers. La délégation est emmenée par la présidente de la Commission de l'emploi et des affaires sociales du Parlement européen, Pervenche Berès (France), l’eurodéputée de la circonscription, Estelle Grelier (France) et la députée membre de la commission emploi, Jutta Steinruck (Allemagne). Après la visite du chantier et une table ronde avec des représentants d’EDF et des syndicats sur le site, Pervenche Berès, tout en dénonçant « un exemple d’esclavage moderne », prévoit d’« exiger, dans le cadre des marchés publics, des mesures pour clarifier les responsabilités sociales dans la chaîne des sous-traitants du maître d’ouvrage ».
À la suite du rapport fourni par l’ASN faisant état de situations salariales abusives, plusieurs dizaines de travailleurs « semblent » avoir été rapatriés d’urgence en Pologne. Après le scandale Atlanco (agence d’intérim chypriote) touchant l'emploi d'ouvriers polonais sans couverture sociale, EDF signe en 2012 avec les syndicats CGT, CFDT, CFE, CFTC et FO, un engagement en faveur du dialogue social, pour une meilleure information des ouvriers et un renforcement des instances de concertation (dont le Comité de suivi créé en 2008). Cet accord est par la suite cité en exemple par les syndicats.
Les sociétés Bouygues Travaux Publics, Atlanco, Elco et Welbond comparaissent en correctionnelle à Cherbourg du 21 au 23 octobre 2014 pour une affaire de travail dissimulé concernant 460 travailleurs polonais et roumains, 163 ouvriers de la société Atlanco et 297 de la société Elco. L'entreprise Bouygues Travaux Publics est condamnée une première fois en juillet 2015, puis en appel en 2017, la condamnant à payer une amende de 29 950 euros. Le montant ne doit rien au hasard car, comme le précise le président de la cour d’appel de Caen, une amende de 30 000 euros aurait interdit l’accès de l'entreprise aux marchés publics pendant plusieurs années. Le pourvoi en cassation est rejeté le 12 janvier 2021.

#### Emplois sur le chantier
À la fin de l’année 2013, on dénombre 2 850 travailleurs sur le chantier, pour 57 % d’emploi local (Basse-Normandie) et 19 % de salariés d’origines étrangères. Pour obtenir cette répartition, et faire appel au maximum à la main d’œuvre de proximité, les industriels sont notamment aidés par la Chambre de commerce et d'industrie de Cherbourg-Cotentin. La chambre consulaire ayant publiée un guide à destination des entrepreneurs de la région dans le but d’obtenir une « meilleure anticipation et une bonne coordination des acteurs de notre territoire ».
La Direction générale de la compétitivité, de l'innovation et des services (DGCIS) rappelle que dans le volet « condition de recours aux entreprises prestataires » des évaluations complémentaires de sûreté, « la filière a mis au point, avec les représentants des salariés, un cahier des charges social applicable aux prestations de services et de travaux réalisées sur une Installation Nucléaire de Base en France ». Le chantier de l'EPR de Flamanville se voit attribuer le « label grand chantier » par le Premier ministre le 1er août 2008. Au total, un budget de 110 millions d’euros est déployé dans le cadre de l’engagement de développement des emplois et des compétences (EDEC) qui consacre la formation et la reconversion des salariés comme deux priorités. Cela se traduit par 540 000 heures de formation dispensées, dont 55 000 en 2013.[réf. nécessaire]

### Sûreté nucléaire

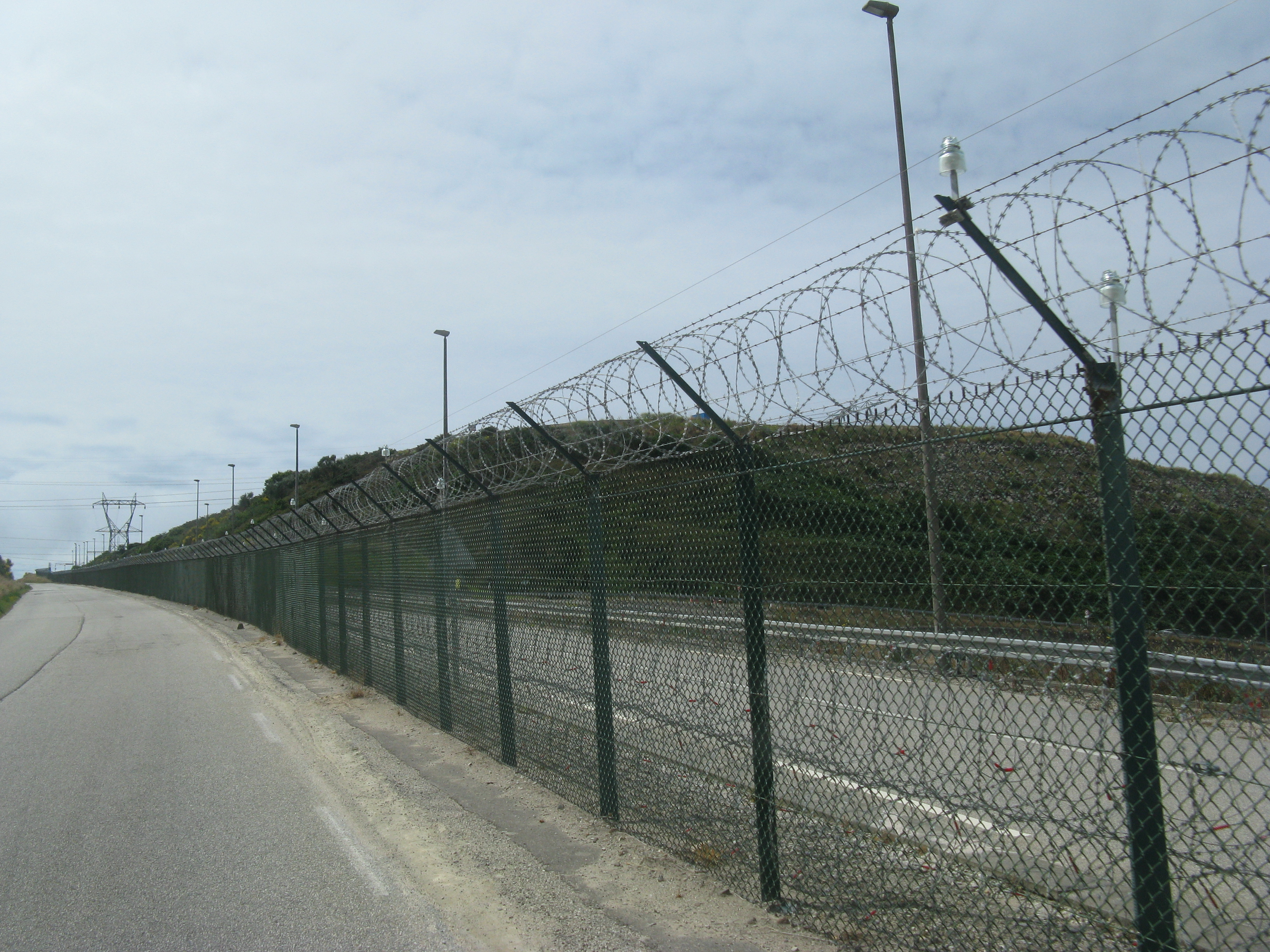
Clôture de la centrale nucléaire de Flamanville.

#### Risque d'inondation
Pour l'EPR de Flamanville, le scénario le plus négatif est envisagé : une conjonction de la plus haute houle, de la montée des eaux due au réchauffement climatique et d'un raz de marée secondaire au tremblement de terre le plus violent connu sur la région conduirait à la formation d'une vague de 8 mètres au-dessus du niveau moyen de la Manche actuel. Cela laisse une marge théorique de 4,60 mètres, l'EPR étant construit à 12,60 mètres au-dessus du niveau de la Manche. Le risque d’une catastrophe naturelle de type raz-de-marée est quasiment nul dans la Manche, du fait de l'absence de jonction entre des plaques océaniques ou continentales sous cette mer et de la faible profondeur, qui limite le risque de glissement de terrain sous-marin.

## Projet Flamanville 4
Flamanville faisait partie des sites envisagés pour l'implantation d'un deuxième réacteur EPR en France.
Finalement, le site de la centrale nucléaire de Penly est choisi en 2021 par EDF pour la construction de la première paire d'EPR2,,.